# Aquilegia scopulorum
Aquilegia scopulorum là một loài thực vật có hoa trong họ Mao lương. Loài này được Tidestr. mô tả khoa học đầu tiên năm 1910.

## Hình ảnh

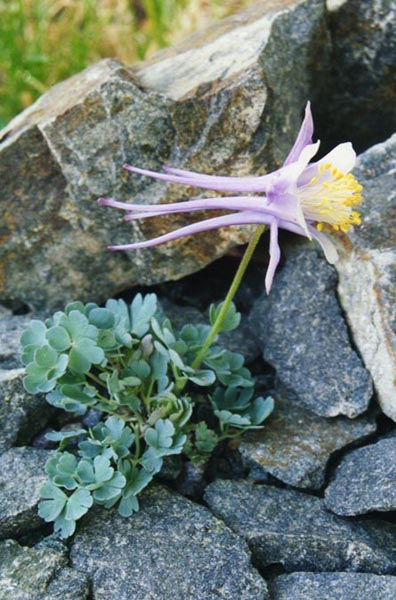
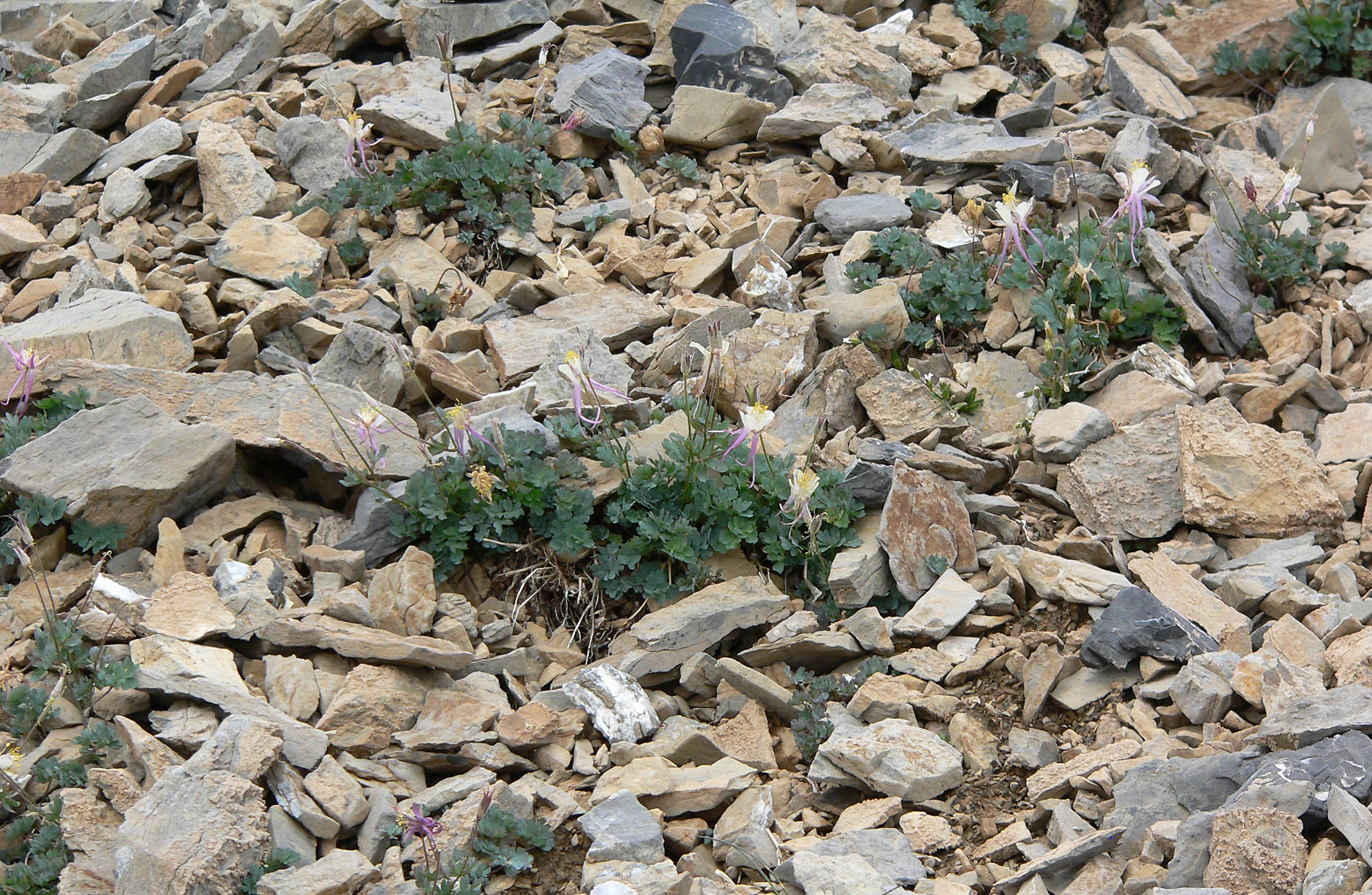
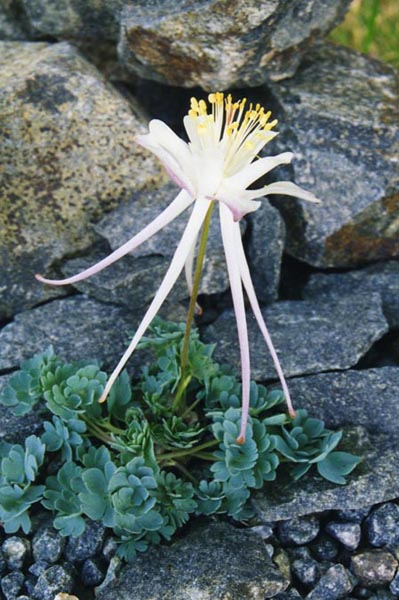
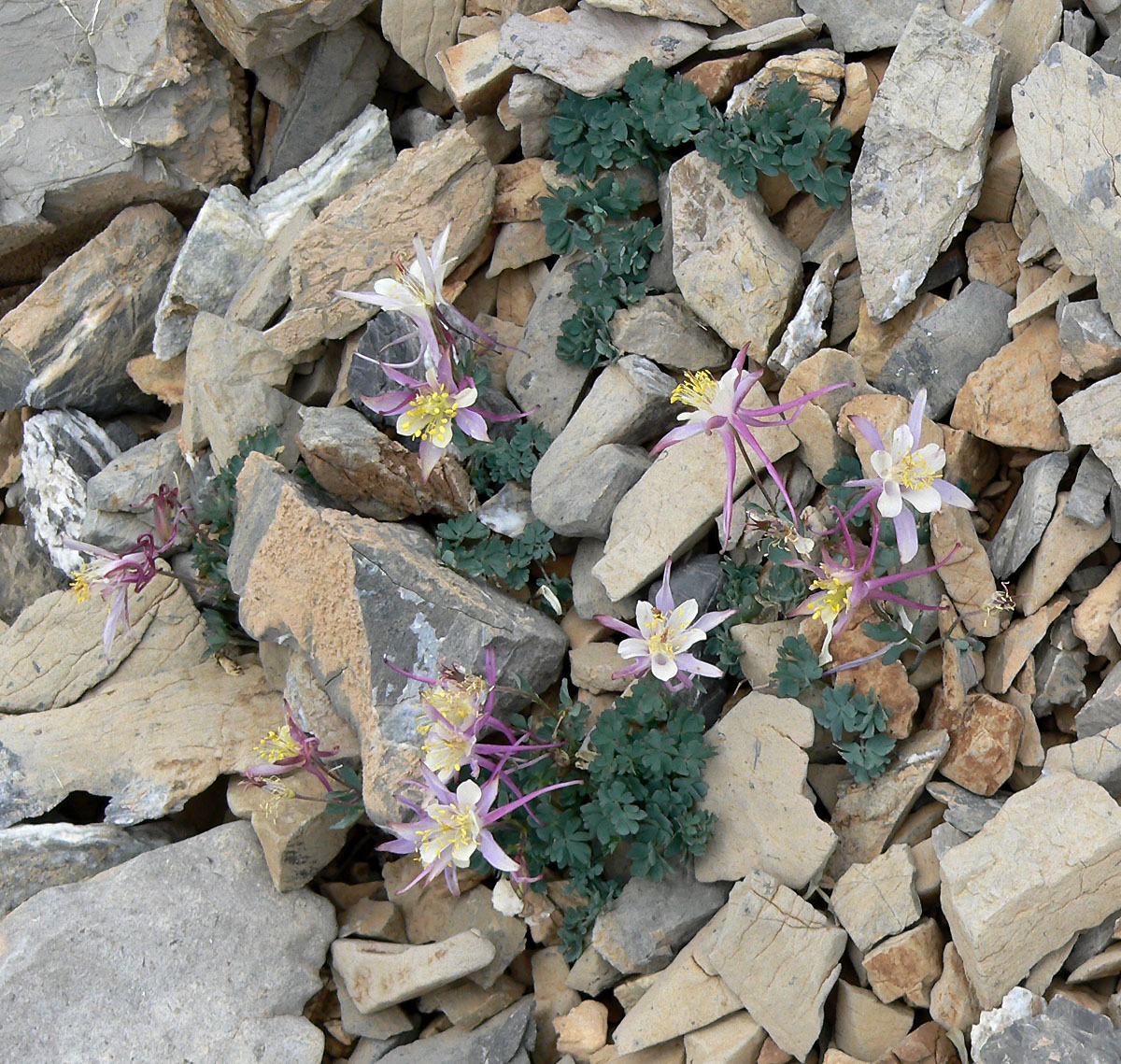